# Cristóbal de Virués
Cristóbal de Virués (* 1550 in Valencia; † um 1614) war ein spanischer Soldat und Schriftsteller und gehört zu den Vertretern der spanischen Literatur des Siglo de Oro.

## Leben
Cristóbal  de  Virués wurde aller Wahrscheinlichkeit nach 1550 in Valencia als Sohn des Arztes Alonso de Virués geboren. Der Vater, Leibarzt des Erzbischofs von Valencia, Juan de Ribera, stand dem Humanisten Juan Luis Vives nahe, der den Vater in einem Brief an Erasmus von Rotterdam mehrfach erwähnt. Die Schwester Jerónima Agustina Benita de Virués verfügte über anerkannte Kenntnisse im Lateinischen. Zwei Brüder Francisco de Virués, ein Theologe und Jéronimo de Virués, ein Arzt, traten ebenfalls als Dichter in Erscheinung und waren Mitglieder der valencianischen literarischen Gesellschaft „Academia de los Nocturnos“.
Über Cristóbals Jugend und Ausbildung ist wenig bekannt. Die Teilnahme an der Schlacht von Lepanto 1571 ist durch autobiographische Einschübe in seiner Dichtung mehrfach belegt. Vermutlich gegen Ende 1585 schied Cristóbal der Virués aus der spanischen Armee aus, in der er zuletzt den Rang eines Capitán innehatte. Nach der Rückkehr nach Valencia entstanden seine dramatischen Werke: Elisa Dido, La gran Semiramis, La cruel Casandra, Atila furioso und La infelice Marcela. Die Dramen wurden erst 1609 in den Obras veröffentlicht. Möglicherweise war die späte Veröffentlichung zu einer Zeit, in der sich insbesondere durch Lope de Vega eine sprunghafte Weiterentwicklung der spanischen Theaterliteratur vollzogen hatte, der Grund für die geringe Wirkungsbreite des dramatischen Werkes. 1587 veröffentlichte Virués seine Dichtung in 20 Gesängen El Monserrate, die Cervantes zu den besten Dichtungen in castilianischer Sprache zählte. 1605 nahm Cristóbal der Virués erneut im Rang eines Hauptmannes an einer Expedition eines spanischen Armeeverbandes von Mailand nach Flandern teil und befehligte die Vorhut des 3000 Mann starken Kontingents, die auf dem Camino de Suizos die katholischen Kantone der Schweiz und den Schwarzwald durchquerte. 
Das Sterbejahr ist unbekannt, da nach 1608 keine gesicherten Quellen über Virués  berichten. Eine Laudatio von Lope de Vega, die 1614 Cristóbal der Virués namentlich erwähnt, wird von einigen Autoren als indirekter Hinweis auf das letzte Lebensjahr verstanden.
Ein Porträt des Dichters ist nicht überliefert. Cristóbal de  Virués hat sich nach einem Sonett des Dichters Matthias de Vargas am Ende des 5. Gesanges der Dichtung El Monserrate selbst beschrieben: ... mit gelassener Miene, Habichtsnase, magerem Gesicht, gefälliger Erscheinung, respektabler Leutseligkeit, Demut und seltener Bescheidenheit; blass, blond, anmutig und mit gefälligem Benehmen.

## Werke
- El Monserrate, Querino Gerardo, Madrid, 1587
- El Monserrate segundo, Grattiadio Ferioli, Mailand, 1602
- El Monserrate, tercera impressión añadida y notablemente mejorada, Alonso Martin, Madrid,  1609
- Obras trágicas y liricas del Capitán Cristóval de Virués, Alonso Martin, Madrid, 1609

## Sekundärliteratur
- John G. Weiger: Cristóbal de Virués Twain Publishers, Boston 1978, ISBN 0-8057-6338-4
- Rudolf Bolzern: Die spanischen Truppendurchzüge durch die Schweiz von 1604 und 1605 Rivista storica svizzera, Allgemeine Geschichtforschende Gesellschaft der Schweiz, Vereinigung Schweizerischer Archivare, Band 36, 1986, S. 47

| Personendaten    | Personendaten             |
| ---------------- | ------------------------- |
| NAME             | Virués, Cristóbal de      |
| KURZBESCHREIBUNG | spanischer Schriftsteller |
| GEBURTSDATUM     | 1550                      |
| GEBURTSORT       | Valencia                  |
| STERBEDATUM      | um 1614                   |